# Adolphe Reinach
Pour les articles homonymes, voir Reinach.
Adolphe Joseph Reinach, né le 12 janvier 1887 dans le 8e arrondissement de Paris et mort pour la France le 31 août 1914 à Fossé, est un helléniste et archéologue français.

## Biographie
Fils de Joseph Reinach, il a fait de nombreux voyages en Méditerranée. Entré à l'École française d'Athènes en 1909, il est sorti en 1911. Il a fait partie des fouilles de Thasos, avant de soumettre un projet d'une fouille à Coptos à la Société française pour les fouilles archéologiques. Obtenant les crédits, il ouvre le chantier avec Raymond Weill, en 1910, et s'adjoint l’architecte A. Martinaud qui prendra de très nombreuses photographies des travaux. On lui doit plus de cent-quatre-vingt publications et la découverte des décrets de Coptos.
Le résultat des fouilles est aujourd'hui conservé au musée Guimet à Lyon et au Musée des beaux-arts de Lyon.
Mobilisé comme sous-lieutenant au 46e régiment d'infanterie, Adolphe Reinach est tué à l'ennemi dans les Ardennes au début de la Première Guerre mondiale.
Il avait épousé Marguerite Dreyfus, fille de l'industriel Mathieu Dreyfus et de Suzanne Schwob, et nièce du capitaine Dreyfus. Veuve, son épouse se remariera à Ernest Mercier. Adolphe laisse trois enfants, dont Suzanne (épouse successive de Gérard Pereire, Emmanuel Amar et Gilbert Cahen-Salvador) et un fils posthume, Jean-Pierre (1915-1942), sous-lieutenant de la France libre, mort au combat, marié à la fille de Lionel Nathan de Rothschild.

## Travaux
- L'Égypte préhistorique, Kessinger Publishing, 2010 (1re éd. 1908) (ISBN 978-1166694579, lire en ligne).
- « Voyageurs et pèlerins dans l'Égypte gréco-romaine », Bulletin de la Société archéologique d'Alexandrie, Société de publications égyptiennes, 1910.
- « Rapports sur les fouilles de Coptos (janvier-février 1910) », Bulletin de la Société française des fouilles archéologiques, 1910.
- La Question crétoise : vue de Crète, Paris, Geuthner ; 1re édition 1910.
- Divinités gauloises au serpent, Paris, E. Leroux, 1911.
- Catalogue des antiquités égyptiennes recueillies dans les fouilles de Coptos en 1910 et 1911 exposées au Musée Guimet de Lyon, 1912.
- Origine du Thyrse, 1912.
- Égyptologie et histoire des religions, Imprimerie F. Paillart, 1913.
- Les têtes coupées et les trophées en Gaule, E. Champion, Paris, 1913.
- Recueil Millet : textes grecs et latins relatifs à l'histoire de la peinture antique, 1921.
- Adolphe Reinach (dir.), Paul Milliet et Salomon Reinach (nouv. éd. complète par Agnès Rouveret, Paris, 1985 (rééd. 1991)), Recueil Milliet : textes grecs et latins relatifs à l'histoire de la peinture ancienne publiés, traduits et commentés, sous le patronage de l'Association des études grecques, vol. 1, Paris, 1921, 461 p., 24 cm (ISBN 978-2-86589-013-2, OCLC 911352861, lire en ligne).
- Victor Chapot, Adolphe Reinach, Gaston Colin : L'Hellénisation du monde antique: leçons faites à l'École des Hautes Études Sociales, (1914), rééd. Kessinger Publishing, 2010,  (ISBN 978-1168124715).